# Docusat-Natrium
Docusat-Natrium ist eine grenzflächenaktive Substanz, die beispielsweise als Arzneistoff, als pharmazeutischer Hilfsstoff oder als kosmetischer Inhaltsstoff verwendet wird.

## Verwendung in der Medizin
In der Medizin wird Docusat-Natrium als Abführmittel verwendet. Nach Einbringen in das Rektum beispielsweise als Klistier oder Rektalgel wird durch die Herabsetzung der Grenzflächenspannung eine Erhöhung des Wassergehalts und damit eine Erweichung des Stuhls bewirkt, was innerhalb von 5 bis 20 Minuten zu einer  Auslösung eines Defäkationsreizes und einer raschen Entleerung führt. Anwendungsgebiete sind die symptomatische Behandlung von Verstopfung (Obstipation) und die Vorbereitung von Colon und Rektum für endoskopische Untersuchungen.
Docusat wird auch zur Entfernung von Cerumen verwendet.

## Technische Verwendung
Das Kaliumanalogon von Docusat-Natrium ist in einem Bleiersatzmittel für Oldtimermotoren enthalten.